# Маргинализация
Маргинализация (от лат. marginalis — находящийся на краю) — социологическое явление, понятие, обозначающее промежуточность, «пограничность» положения человека между какими-либо социальными группами, что накладывает определённый отпечаток на его психику. Это понятие появилось в американской социологии в 1920-е для обозначения ситуации неадаптации иммигрантов к новым социальным условиям.
Более точно маргинализацию можно описать как процесс разрушения гражданского общества, проявляющийся в распаде социальных групп, разрыве традиционных связей между людьми, потере индивидами объективной принадлежности к той или иной социальной общности, извращении эстетических, этических, правовых, физиологических и иных общечеловеческих норм и ценностей, превращении людей в духовных и социальных люмпенов, полностью зависимых от непредсказуемых и бесконтрольных действий властей, демагогов и авантюристов.
Следствием маргинализации является маргина́льность индивидуального человека или группы людей. Маргинальная группа людей — группа, отвергающая определённые ценности и традиции той культуры, в которой эта группа находится, и утверждающая свою собственную систему норм и ценностей.

## Последствия
Маргинализация далеко не всегда приводит к «оседанию на дно». Естественная маргинализация связана преимущественно с горизонтальной, либо восходящей вертикальной мобильностью. Если маргинализация связана с радикальным изменением социальной структуры (революции, реформы), частичным или полным разрушением устойчивых общностей, то она часто приводит к массовому понижению социального статуса.
Однако маргинальные элементы (точнее, наиболее амбициозные из них) предпринимают попытки повторного встраивания в социальную систему. Это может привести к массовым беспорядкам и убийствам (перевороты и революции, восстания и войны) или к формированию новых общественных групп, борющихся с другими группами за место в социальном пространстве. Так, имеются попытки объяснить расцвет этнического предпринимательства именно маргинальным положением этнических меньшинств, для которых обычные пути достижения высоких статусов (через наследование, государственную и военную службу и т. п.) затруднены и которые в развитии предпринимательства (в том числе криминального характера) находят для себя эффективные каналы вертикальной мобильности.

## Индивидуальная и групповая маргинальность
Индивидуальная маргинальность характеризуется неполным вхождением индивида в группу, которая его полностью не принимает, и его отчуждением от группы происхождения, которая его отторгает как отступника. Индивид оказывается «культурным гибридом», разделяющим жизнь и традиции двух и более различных групп. Групповая маргинальность возникает в результате изменений социальной структуры общества, формирования новых функциональных групп в экономике и политике, вытесняющих старые группы, дестабилизирующих их социальное положение.